# Чаїма
Чаї́ма (англ. Chaima) — вища традиційна громада у складі дистрикту Касунгу Центрального регіону Малаві.
Населення — 25841 особа (2018).